# Ибрахим-паша
Ибрахим-паша Бушатлија од Скадра (?-1810) био је племић из породице Бушатлија из Албаније под контролом Отоманског царства у близини Скадра. Био је брат Кара Махмуд паше, кога су Црногорци погубили у бици на Крусима и гувернер Скадра постављен од стране Отоманске царевине. За време владавине Скадром, постављен је за беглербега Румелије.
Учествовао је у гушењу Првог српског устанка. 1806. године по ратном плану који су израдили француски официри, требало је да Турци изврше концентричне нападе на устаничку територију из више праваца. Прва војска из Босне предвођена Сулејман-пашом Скопљаком и Кулин-капетаном потучена је на Мишару у августу 1806, док су друге две војске кренуле са југа. Ибрахим паша је напао Делиград у септембру 1806. године са војском сатављеном од регуларних војника низама, коњицом и са 17 топова и кумбара, међутим био је одбијен и приморан да се повуче јер су му биле угрожене линије снабдевања услед ноћног напада Станоја Главаша на Прокупље, чиме је био угрожен и Ниш. Ибрахим паша је умро 1810. године.